# فلموغرافيا
فيلموغرافيا هي قائمة أفلام متعلقة ببعض المعايير. على سبيل المثال، فيلموغرافيا المسار المهني لممثل هي قائمة الأفلام التي يظهر فيها؛ فليموغرافيا مخرج كوميدية هي قائمة الأفلام الكوميدية التي من إخراج ذات المخرج. المدة، التي استخدمت في نهاية 1957، هي مشَكَّلة ومشابهه لـ "بيبلوغرافيا"، قائمة الكتب وهي إستثنائية من "فيديوغرافيا" و"التصوير السينمائي"، مقدار اسمين لعمليات داخل الفنون السينمائية.